# Hogesnelheidslijn Lanzhou-Ürümqi

Hogesnelheidstrein in Menyuan

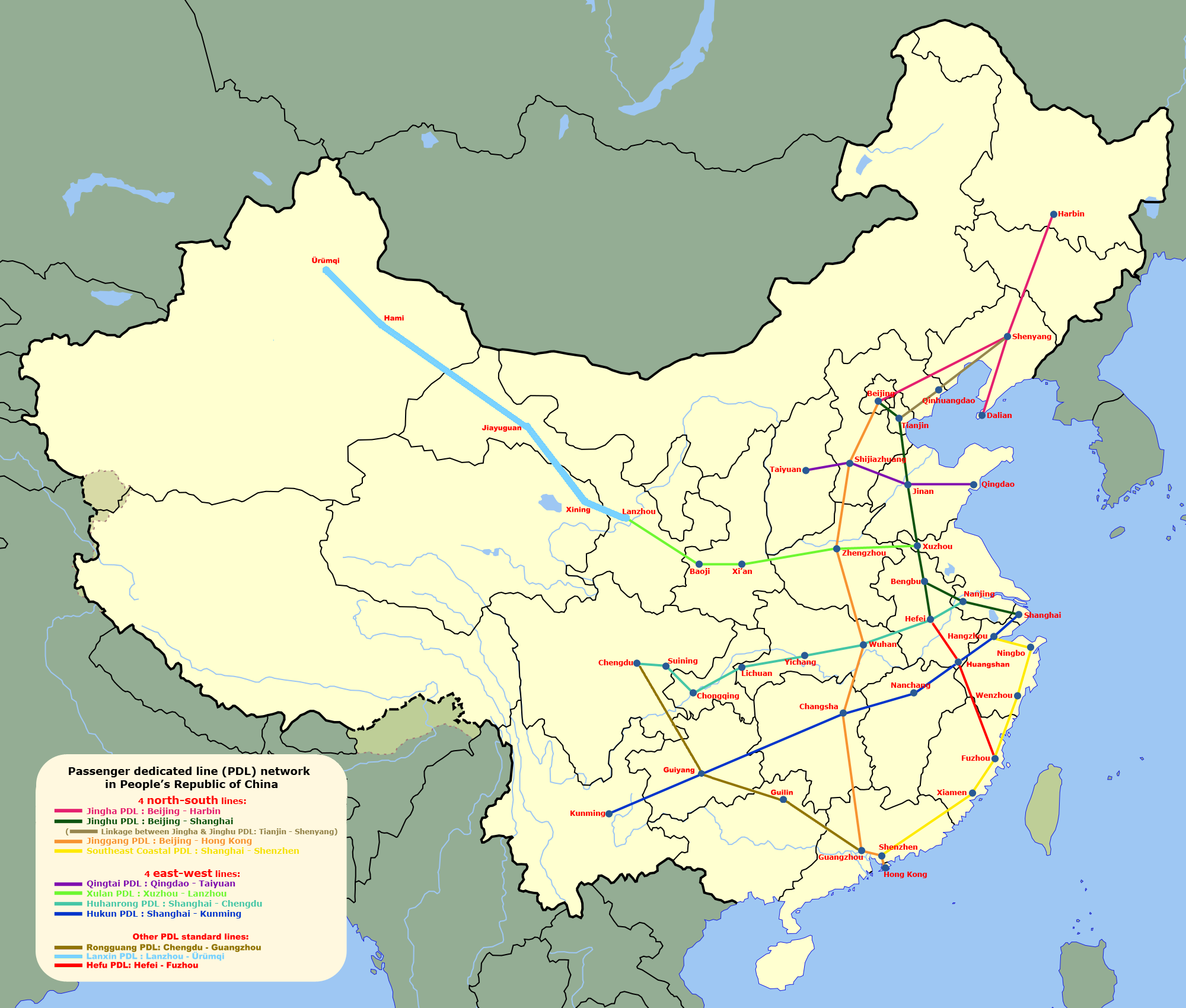
Route van de Hogesnelheidslijn Lanzhou-Ürümqi (in lichtblauw)

De Hogesnelheidslijn Lanzhou-Ürümqi is een 1776 kilometer lange hogesnelheidslijn, in Noordwest-China. De hogesnelheidslijn verbindt de stad Lanzhou in Gansu met Ürümqi in Sinkiang. De bouw van de hogesnelheidslijn begon op 4 november 2009 en werd op 26 december 2014 geopend.  
Anders dan de al bestaande spoorweg Lanzhou–Xinjiang, die geheel door Gansu en Xinjiang loopt, voert de Hogesnelheidslijn Lanzhou-Ürümqi ook door de provincie Qinghai en de Qilian Shan, door onder andere de Qilianshantunnel. Het spoor loopt gedurende 795 kilometer door Gansu, 268 kilometer door Qinghai, en 713 kilometer door Xinjiang. Op het hoogste punt ligt het spoor op een hoogte van 3858 meter boven zeeniveau, waarmee het officieel de hoogst gelegen hogesnelheidslijn ter wereld is.
De lijn telt 31 stations. De kosten van het project bedragen 143,5 miljard yuan.
Na opening zal de slaaptrein in minder dan 12 uur de 3450 kilometer van Beijing naar Ürümqi kunnen overbruggen. De snelheid van de treinen op de hogesnelheidslijn zal 350 kilometer per uur bedragen.